# Ключ 82
Ключ 82 (трад. и упр. 毛) — ключ Канси со значением «мех»; один из 34, состоящих из четырёх штрихов.
В словаре Канси есть 211 символов (из 49 030), которые можно найти c этим радикалом.

## История
Древняя идеограмма изображала пучок шерсти какого-то мохнатого животного.
Современный иероглиф используется в значениях: «шерсть», «волосяной покров», «мех» и др., а также «растительность», «зелень», «урожай» и др.
В качестве ключевого знака иероглиф используется редко.

Вид в Цзиньвэнь
Вид в Цзянбо
Вид в большой печати Чжуаньшу
Вид в малой печати Чжуаньшу

В словарях находится под номером 82.

## Примеры иероглифов
| Доп. штрихи | Иероглифы                              |
| ----------- | -------------------------------------- |
| 0           | 毛                                     |
| 2           | 㲌                                     |
| 3           | 毜 毝                                  |
| 4           | 㲍 㲎 㲏 㲐 㲑 毞 毟                   |
| 5           | 㲒 毠 毡 𣭚 𣭛 𣭃                      |
| 6           | 㲓 毢 毣 毤 毥 毦 毧 毨 毩 毪 𣭞 𣭯 𣭰 |
| 7           | 㲚 㲔 㲕 㲖 㲗 㲘 㲙 毫 毬 毭 毮 𣭻 𣮇 |
| 8           | 㲛 㲜 㲝 㲞 毯 毰 毱 毲 毳 毴 毵 毶    |
| 9           | 㲟 㲠 㲡 㲢 㲣 毷 毸 毹 毺 毻 毼 毽    |
| 10          | 㲤 㲥 㲦 㲧 㲨 㲩 毾 𣯡                |
| 11          | 毿 氀 氁 氂                            |
| 12          | 㲪 㲫 㲬 㲭 㲮 氃 氄 氅 氆 氇          |
| 13          | 氊 氈 氉 𣰋 𣰏 𣰙                      |
| 14          | 㲯 㲰 氋                               |
| 15          | 㲱 氌                                  |
| 16          | 𣰳 𣰴 𣰵                               |
| 18          | 氍                                     |
| 22          | 㲲 氎                                  |

- Примечание: Ваш браузер может отображать иероглифы неправильно.